# João Alziro Herz da Jornada
João Alziro Herz da Jornada (1 de junho de 1949, São Borja, Rio Grande do Sul ) é um pesquisador brasileiro, membro titular da Academia Brasileira de Ciências na área de Ciências Físicas desde 28 de maio de 2001.
É professor do Instituto de Física da Universidade Federal do Rio Grande do Sul, tendo desenvolvido pescquisas na área de ciências dos materiais.
Foi condecorado na Ordem Nacional do Mérito Científico.